# Egremont (Massachusetts)
Egremont – miasto w Stanach Zjednoczonych, w stanie Massachusetts, w hrabstwie Berkshire.